# Vitamix
Vita-Mix公司（英語：Vita-Mix Corporation，簡稱Vitamix）是美國一家專注於製造高性能攪拌機的企業，該企業自1921年以來由巴納德家族（英語：Barnard family）私人擁有和經營。該企業自1948年以來一直位於俄亥俄州的Olmsted Falls，其員工人數目前總計大於1,000名。

## 產品
Vitamix的產品皆製造於美國 ，目前有生產C、S、G三種系列的家用攪拌機。G系列包括了由觸摸屏控制的780型。此外，Vitamix還生產各種用於商業用途的飲料、食品製備和冷凍處理混合器。除了攪拌機，Vitamix於2015年開始發布應用於其產品的食譜。

## 历史
Vitamix 由 Barnard 家族私人拥有和经营。 该公司成立于 1921 年，当时威廉·格罗弗·巴纳德 (William Grover Barnard) 开始在全国范围内销售现代厨房产品。
1949 年，威廉（William）的儿子比尔巴纳德（Bill Barnard）说服他的父亲将他的 Vita-Mix 演示带到当地的电视广告中。 该公司开创了第一部电视广告。
比尔·巴纳德 (Bill Barnard) 继承了业务，并于 1964 年正式更名为 Vita-Mix Corporation。 该公司的 Vitamix 3600 是第一台可以制作热汤、搅拌冰淇淋、磨碎谷物和揉面包面团的搅拌机，于 1969 年发布。
2019 年，Vitamix 与 Olmsted Falls City Schools 建立了 200,000 美元的合作伙伴关系，Olmsted Falls City Schools 是位于俄亥俄州奥姆斯特德福尔斯的俄亥俄州“三 A”公立学区，该公司的总部也设在那里。 赞助协议包括该地区高中足球场的冠名权、学生课程改进和食品服务支持。

## 行銷市場

### 亞洲地區

#### 臺灣地區
由大侑貿易有限公司取得代理權，並委託陳月卿代言。

## 外部連結
- Vitamix的Facebook專頁
- Vitamix的Facebook專頁
- Vitamix的Facebook專頁
- Vitamix的X（前Twitter）
- Vitamix的Instagram帳戶
- Vitamix - YouTube （页面存档备份，存于）
- Vitamix 的pinterest